# Poggio Capanne
Poggio Capanne (ou Capanne) est une frazione située sur la commune de Manciano, province de Grosseto, en Toscane, Italie. Au moment du recensement de 2011 sa population était de 69 habitants.

## Géographie
Le hameau est situé sur les collines de l'Albegna et de la Fiora, près de Poggio Murella et Saturnia, à 60 km au sud-est de la ville de Grosseto.

## Monuments
- Église Visitazione di Maria (XVIe siècle), avec une peinture de Federico Barocci
- Anciennes maisions du XVIe siècle